# الیاس اردبیلی
الیاس اردبیلی (متولد اردبیل) ریاضیدان قرن ۱۰ قمری

## دوره اول حیات
درقرن دهم هجری میزیسته‌است. او دایی مقدس اردبیلی بوده‌است. درعلوم مختلفه، به ویژه در ریاضیات و نجوم و هندسه آگاهی کامل داشته و مقدس اردبیلی، در زبده البیان در جایی که از قبله سخن می‌گوید عقیده او را در باب ستاره جدی اظهار کرده افزوده‌است که الیاس اردبیلی در عصر ما در علم هیئت بی‌نظیر است.

## دوره دوم حیات
الیاس اردبیلی به دعوت همایون تیموری به هندوستان رفته و در آنجا مورد اکرام و احترام قرارگرفته‌است. نوشته‌اند که او در هند ضیاع و رتبت و مقامی بدست آورد و مورد حقد و حسد قرارگرفت و بدینسان در اواخر عمربه زادگاهش اردبیل بازگشت و در آن شهر درگذشت.

## منبع
- اردبیل درگذرگاه تاریخ - تالیف باباصفری - انتشارات دانشگاه آزاد - 1371